# Peter Heyer
Peter Leonard Heyer (* 22. Juli 1979 in Frechen) ist ein ehemaliger deutscher American-Football-Spieler.

## Laufbahn
Heyer, der in Lövenich aufwuchs, spielte im Nachwuchsbereich der Cologne Crocodiles und dann von 1999 bis 2001 in der Kölner Herrenmannschaft in der Bundesliga. Im Jahr 2000 wurde er mit den Rheinländern deutscher Meister. Im Februar 2001 einigte sich Heyer mit der Michigan State University auf einen Wechsel zu der Hochschulmannschaft, der letztlich aber nicht zustande kam. Mit der deutschen Nationalmannschaft gewann Heyer 2001 die Europameisterschaft.
Von 2002 bis 2007 (mit Ausnahme der Saison 2006) stand der 1,93 Meter große sowie 140 Kilogramm schwere Offensive Guard bei Rhein Fire in der NFL Europe unter Vertrag. 2002 und 2003 erreichte er mit den Düsseldorfern den World Bowl, unterlag dort aber jeweils. Im April 2007 erlitt er einen Kreuzbandriss. In der Bundesliga spielte er 2003 zusätzlich für die Assindia Cardinals aus Essen. Bei der Weltmeisterschaft 2003 wurde er mit der deutschen Mannschaft Dritter.
Heyer stand während seiner Laufbahn mehrmals im Blickfeld von Mannschaften aus der NFL, einen Einsatz in der US-Liga konnte er in seiner Karriere aber nicht verbuchen. Im 2003 trainierte er bei den New Orleans Saints mit, Ende August 2003 gab die Mannschaft bekannt, dass Heyer den Sprung in den Kader nicht geschafft habe. 2004 gehörte er bei den St. Louis Rams dem Trainingskader an und nahm im Sommer 2005 am Trainingslager der Kansas City Chiefs teil, Anfang September 2005 gaben ihm die Chiefs einen Vertrag als Trainingsspieler. 2006 stattete ihn Kansas City mit einem Vertrag aus, Ende August 2006 wurde er jedoch aus dem Aufgebot gestrichen, nachdem er sich zuvor eine Wadenverletzung zugezogen hatte.
Ende November 2007 wurde er in der Nachwuchsförderung der Cologne Falcons tätig und leitete das Schulprogramm des Vereins. 2008 war Heyer Mitglied des Trainerstabs des niederländischen Erstligisten Maastricht Wildcats, 2009 gehörte zu den Trainern der deutschen Junioren-Nationalmannschaft bei der Weltmeisterschaft in den Vereinigten Staaten und betreute die Offense Line der deutschen Auswahl. Er war weiterhin als Jugendtrainer bei den Cologne Falcons tätig.
Im Vorfeld des Spieljahres 2011 wechselte er zu den Mönchengladbach Mavericks und übernahm im Stab von Cheftrainer Walter Rohlfing die Betreuung der Offensive Line.
In der Saison 2012 beging Heyer seine Rückkehr als Spieler in der höchsten deutschen Liga und wechselte zu den Kiel Baltic Hurricanes. Die Farben der Förderstädter trug er ebenfalls in der Saison 2013. Heyer, der Sportmanagement studierte, ging dann nach Köln zurück und wurde als Trainer im Nachwuchsbereich der Cologne Crocodiles tätig.
Für die Saison 2022 wurde Heyer als Coach der Offensive Line der Cologne Centurions in der European League of Football verpflichtet.